# Ставрів
Ста́врів — село в Україні, у Підлозцівській сільській громаді Дубенського району Рівненської області. Населення становить 490 осіб.

## Географія
Селом протікає річка Стир.

## Історія
У 1906 році село Ярославицької волості Дубенського повіту Волинської губернії. Відстань від повітового міста 36 верст, від волості 16. Дворів 58, мешканців 358.
7 (20) листопада 1917 року, відповідно до Третього Універсалу Української Центральної Ради, увійшло до складу Української Народної Республіки.
12 червня 2020 року, відповідно до розпорядження Кабінету Міністрів України № 722-р від «Про визначення адміністративних центрів та затвердження територій територіальних громад Рівненської області», увійшло до складу Підлозцівської сільської громади.
19 липня 2020 року, в результаті адміністративно-територіальної реформи та ліквідації Млинівського району, село увійшло до складу Дубенського району.

## Відомі люди

### Народилися
- Поліщук Ганна Микитівна — голова промислової артілі «Комуніст» міста Дубно Ровенської області. Депутат Верховної Ради УРСР 2-го скликання.
- Ставровецький Кирило (Транквіліон) — український (руський) православний і греко-католицький освітній та церковний діяч, поет, учений, друкар, видавець.[5]